# Karl Verner

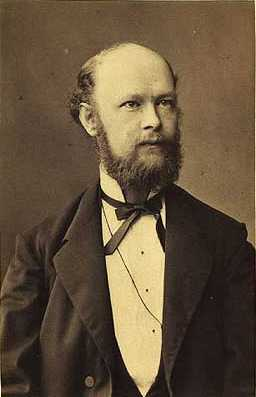
Karl Verner.

Karl Adolf Verner, född den 7 mars 1846 i Århus, död den 5 november 1896 i Köpenhamn, var en dansk lingvist, som formulerade Verners lag.
Verner blev student 1864 och tog 1873 magisterkonferens i slaviska språk, vartill han förberett sig bland annat genom en längre vistelse i Sankt Petersburg. Han fick 1876 anställning vid universitetsbiblioteket i Halle samt blev 1883 docent och 1888 professor i slaviska språk i Köpenhamn. År 1887 blev han hedersdoktor i Heidelberg. 
Verner åstadkom som författare ytterst litet - vad omfånget beträffar - men han var dock en av 1800-talets ryktbaraste språkforskare, detta på grund av sin 1876 i "Zeitschrift für vergleichende Sprachforschung" publicerade, och med Boppska priset av Berlinakademien belönade lilla, men snillrika och i mer än ett avseende epokgörande uppsats Eine Ausnahme der ersten Lautverschiebung.
I denna uppvisade han den ursprungliga indoeuropeiska accentens genomgripande betydelse för språkutvecklingen (den så kallade "vernerska lagen"). I samma tidskrift publicerade han samma år en annan ävenledes mycket viktig artikel Zur Ablautsfrage. Såväl dessa båda skrifter som det lilla han dessutom författat ingår i den samlade upplaga av hans Afhandlinger og breve, som utgavs 1903, försedd med en av Marius Vibæk författad utförlig biografi.